# Andrena yunnanica
Andrena yunnanica är en biart som beskrevs av Xu och Osamu Tadauchi 2002. Andrena yunnanica ingår i släktet sandbin, och familjen grävbin. Inga underarter finns listade i Catalogue of Life.